# Kanton Ouangani
Der Kanton Ouangani ist ein Kanton im französischen Übersee-Département Mayotte.

## Gemeinden
Der Kanton besteht aus zwei Gemeinden mit insgesamt 18.498 Einwohnern (Stand: 14. Dezember 2017) auf einer Gesamtfläche von 27,01 km²:
| Gemeinde        | Einwohner 1. Januar 2022 | Fläche km² | Dichte Einw./km² | Code INSEE | Postleitzahl |
| --------------- | ------------------------ | ---------- | ---------------- | ---------- | ------------ |
| Chiconi         | 8.295                    | 8,51       | 975              | 97605      | 97670        |
| Ouangani        | 10.203                   | 18,50      | 552              | 97614      | 97670        |
| Kanton Ouangani | 18.498                   | 27,01      | 685              | 97610      | –            |

## Geschichte
Von 1977 bis 2015 bestand ein gleichnamiger Kanton, der nur das Gebiet der Gemeinde Ouangani umfasste. Vertreter im Generalrat von Mayotte war von 2011 bis 2015 Rastami Abdou.